# Torre de la Calahorra

La Torre de la Calahorra è una fortezza di origine islamica concepita come ingresso e protezione del ponte romano di Cordova.
La torre, che sorge sulla riva sinistra del fiume Guadalquivir, venne modificata nel 1369 su ordine di Enrico II di Trastámara per difendersi da suo fratello Pedro I di Castiglia aggiungendo una terza torre alle due torri esistenti.
La torre venne dichiarata Conjunto histórico-artístico nel 1931 e successivamente venne ceduta all'Instituto para el Diálogo de las Culturas che vi ha installato un museo audiovisivo che presenta una rassegna culturale sul periodo di massimo splendore di Cordova, quando era la capitale di al-Andalus e centro di incontro delle culture, cristiana, ebraica e musulmana.